# Пьемонте (бронепалубный крейсер)
Бронепалубный крейсер «Пьемонте» (итал. Piemonte) — крейсер итальянского флота конца XIX века. Принадлежал к так называемым «элсвикским» крейсерам, строившимися на экспорт британской компанией «Армстронг». Построен в единственном экземпляре. В итальянском флоте классифицировался как «таранно-торпедный корабль» (итал. Ariete-torpediniere). Первый в мире крейсер, вооружённый скорострельной артиллерией.

## Проектирование и постройка
«Пьемонте» был спроектирован главным конструктором известной британской фирмы «Армстронг» Филипом Уоттсом. В основе проекта был положен крейсер  «Догали», сконструированный Уильямом Уайтом и строившийся «Армстронгом» для флота Греции, но перекупленном Италией. Командованию итальянского флота, стремившемуся возродить свои ВМС, будучи весьма ограниченными, как в финансовом, так и в технологическом отношении, этот крейсер показался весьма привлекательным по критерию стоимость/боевая мощь. Перед Уоттсом была поставлена задача создания быстроходного и сильно вооружённого крейсера при минимально возможном водоизмещении.

## Конструкция

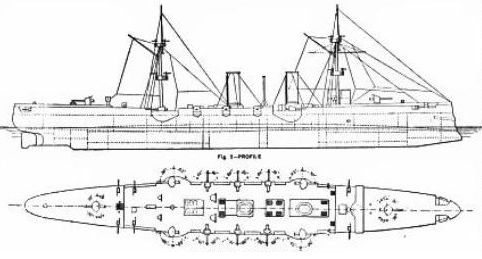
схема